# Birdie King 2
Birdie King 2 est un jeu vidéo de golf sorti en 1983 sur borne d'arcade. Le jeu a été développé et édité par Taito.

## La série
- 1982 - Birdie King
- 1983 - Birdie King 2
- 1984 - Birdie King 3